# Dennis Bell
Dennis R. Bell (Cincinnati, 2 giugno 1951) è un ex cestista statunitense, professionista nella NBA.

## Carriera
Venne selezionato dai New York Knicks al quinto giro del Draft NBA 1973 (83ª scelta assoluta).

## Palmarès
- Campione EBA (1976)
- EBA Rookie of the Year (1974)